# The World Is Not Enough (videogioco)
The World Is Not Enough è un videogioco sparatutto in prima persona basato sul film Agente 007 - Il mondo non basta. Il titolo è stato pubblicato nel 2000 da Electronic Arts e commercializzato per piattaforme Nintendo 64 e PlayStation; le due versioni sono state sviluppate rispettivamente da Eurocom e Black Ops Entertainment. Questo gioco segna la quinta apparizione del James Bond di Pierce Brosnan, inclusa la sua immagine, ma non doppiato da lui.
Alla luce del maggior successo di GoldenEye 007 rispetto a Tomorrow Never Dies, The World Is Not Enough segna un deciso ritorno alla struttura tipica dello sparatutto in prima persona: la versione Nintendo 64 vanta anche la modalità multiplayer.

## Modalità di gioco
La versione Nintendo 64 supporta il controller Rumble Pak, così come l'Expansion Pak, con le quali migliora la grafica del gioco. È composta da 14 livelli in single-player, o in multiplayer con supporto per 4 giocatori e bot AI. Come in GoldenEye 007, ci sono tre livelli di difficoltà: Agent, Secret Agent e 00 Agent.
La versione PlayStation comprende solo 11 livelli in modalità giocatore singolo, con due livelli di difficoltà ed è priva della modalità multiplayer.

### Multigiocatore
La modalità multigiocatore nella versione Nintendo 64 può essere sbloccata completando i livelli per giocatore singolo entro un limite di tempo. Sono disponibili diversi personaggi tra cui scegliere, tra cui un agente del MI6, M, Charles Robinson, ed anche Miss Moneypenny. Diversamente da GoldenEye 007, il livello di salute dei personaggi è direttamente proporzionale alla loro popolarità.

## Accoglienza
Il gioco è stato accolto con molte recensioni positive. IGN classifica questo videogioco come il secondo miglior titolo della serie Bond migliore di sempre con un punteggio di 8,9/10, preceduto solo da GoldenEye 007. Metacritic gli assegna un punteggio di 81/100 voti positivi.